# Naso vlamingii

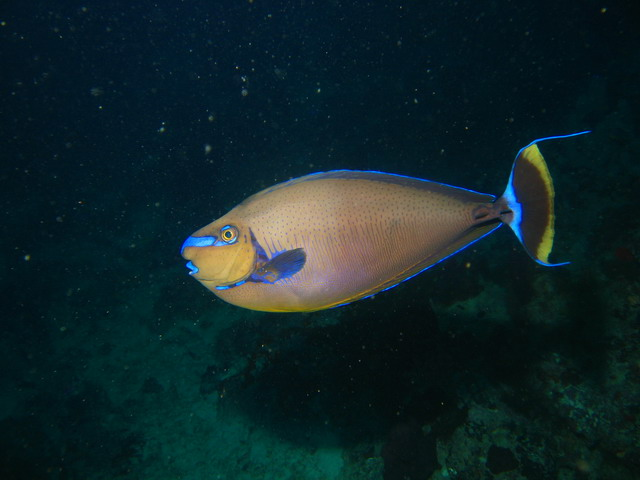
Ejemplar macho con filamentos en la aleta caudal

El Naso vlamingii es una especie de pez unicornio del género Naso, encuadrado en la familia Acanthuridae. Es un pez marino del orden Perciformes, ampliamente distribuido por aguas tropicales y subtropicales de los océanos Índico y Pacífico, aunque no hay suficientes datos sobre su población.
En la reserva marina de la isla de Apo, en Filipinas, se constató que en el periodo entre 1983 y 2001, la población de N. vlamingii se triplicó, mientras que en áreas fuera de la reserva, pero próximas a sus límites, el incremento sólo fue por un factor de 40. Lo que viene a corroborar la conveniencia de establecer áreas marinas protegidas, para incrementar las poblaciones en zonas en declive, y/o para la preservación de determinadas especies.
Su nombre más común en inglés es Bignose unicornfish, o pez unicornio narigudo, debido a una protuberancia situada delante de los ojos.

## Morfología
Tiene el cuerpo en forma oval, comprimido lateralmente,. Las características identificadoras más apreciables son, la gran protuberancia que desarrollan los adultos delante de los ojos, la mancha azul que la atraviesa, y el inusual gran tamaño de sus aletas dorsal y anal.  Presenta 2 pares de quillas cortantes sobre placas, situadas a cada lado del pedúnculo caudal, que es estrecho.
El color base es amarillo-marrón, con líneas azules, finas, irregulares, verticales, en la parte central del cuerpo. Encima y debajo de ellas, en el dorso y el vientre, las líneas se convierten en pequeños puntos, también azules, que se extienden a la cabeza. Los labios son azules. Las aletas dorsal y anal son amarillo-marrón, con unos finos márgenes en azul claro. La aleta caudal es oscura, con un submargen amarillo y filamentos en sus esquinas, en machos adultos. Los machos pueden cambiar su color a azul brillante. Los juveniles son marrones, con puntos azules sobre cabeza y cuerpo.

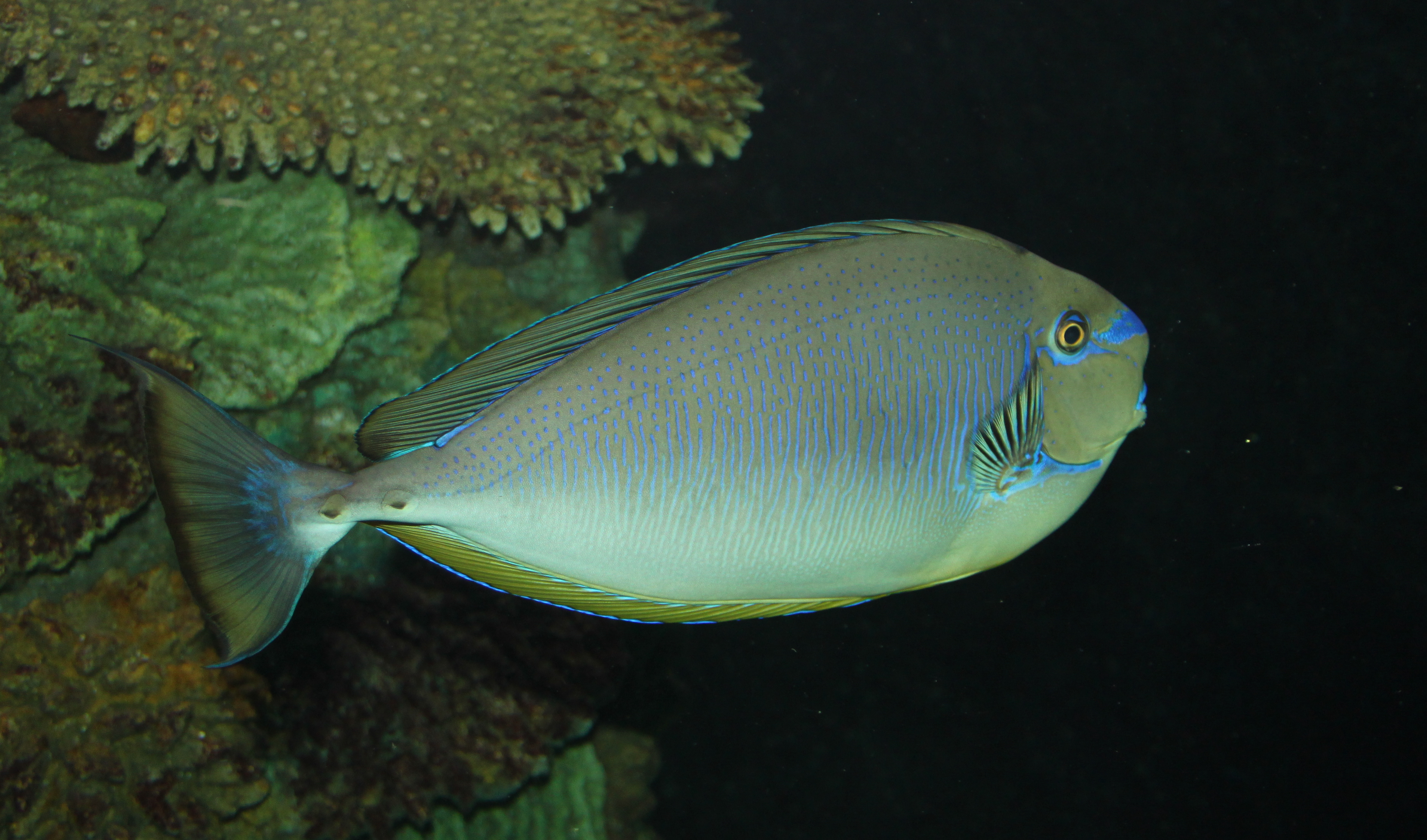
En el pedúnculo caudal se aprecia la pareja de espinas defensivas
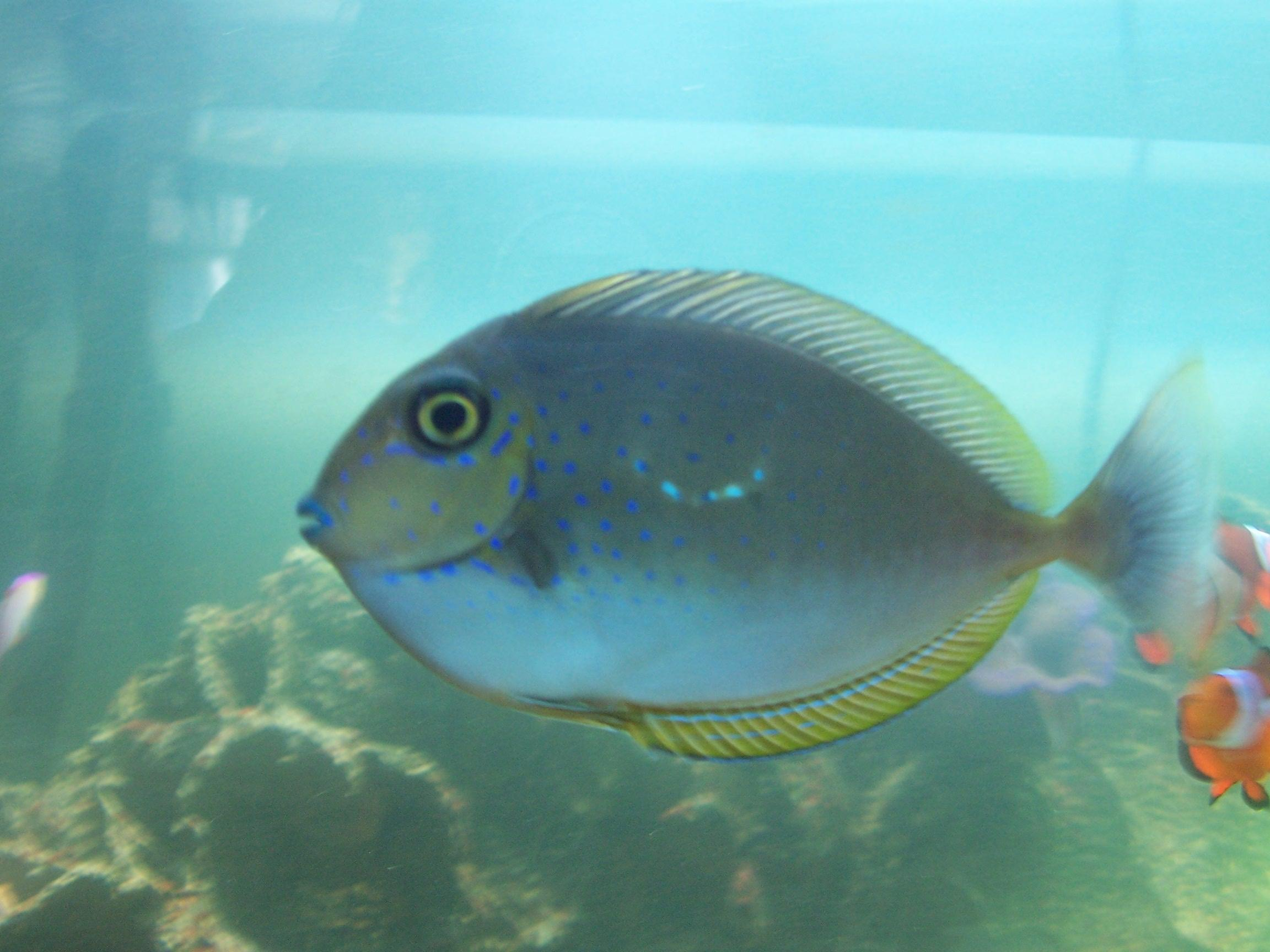
Ejemplar juvenil en acuario
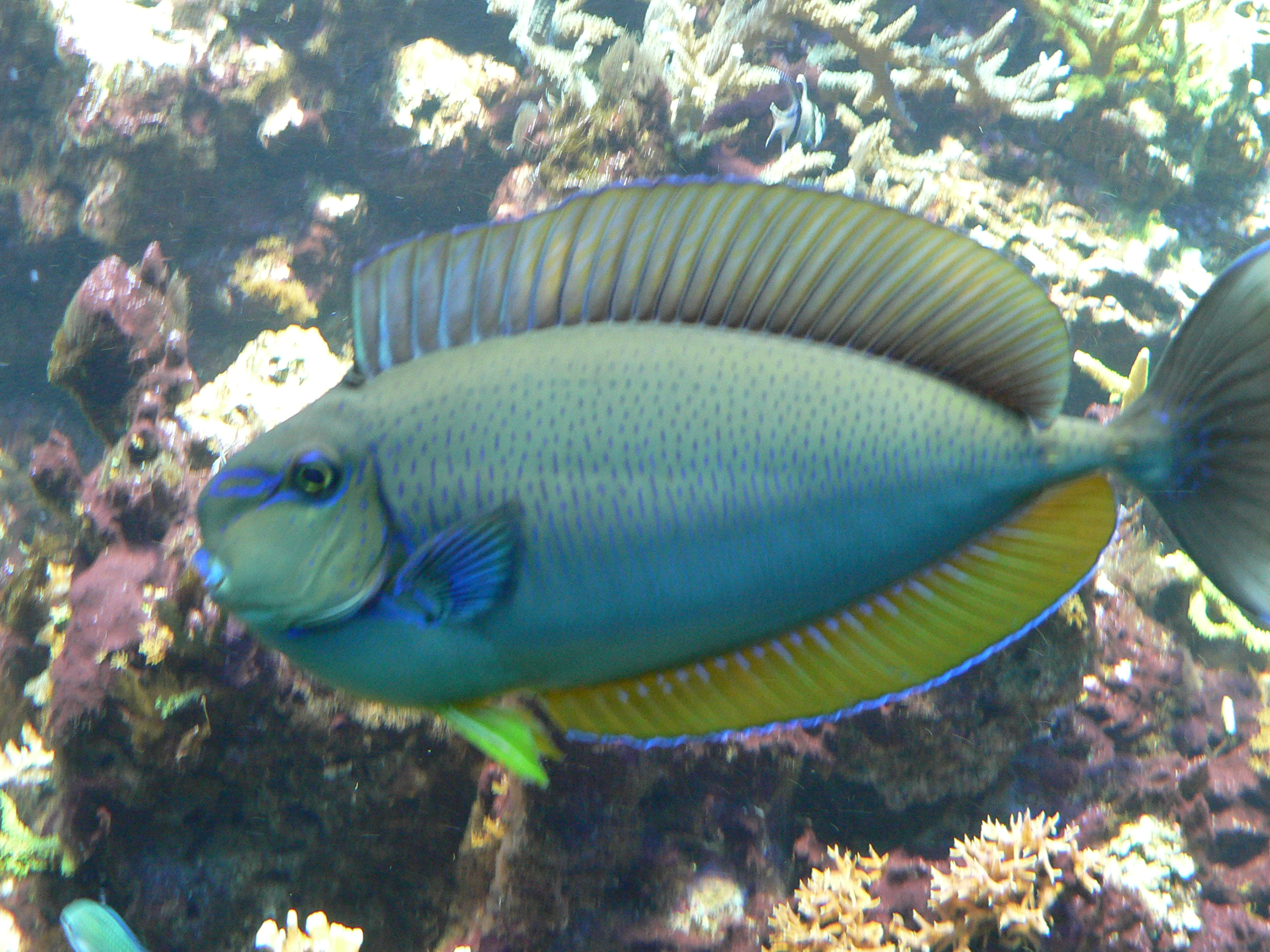
Macho con las aletas expandidas en estado de alerta

Algunos autores sostienen que los machos tienen la habilidad de mostrar u ocultar la mancha azul distintiva.
Tiene 6 espinas dorsales, de 26 a 27 radios blandos dorsales, 3 espinas anales y de 27 a 29 radios blandos anales.
Puede alcanzar una talla máxima de 60 cm.

## Hábitat y modo de vida
Habitan aguas de lagunas profundas y arrecifes situados hacia mar abierto. Durante el día forman cardúmenes a media profundidad, sobre laderas coralinas, con el objeto de alimentarse de zooplancton.
Su rango de profundidad oscila entre 1 y 50 m, aunque se registran hasta los 100 m, y en un rango de temperatura entre 25.07 y 29.33 °C.

## Distribución
Se distribuye desde la costa este africana, hasta la Polinesia francesa, Hawái y Ecuador (Galápagos); al norte desde el sur de Japón, y al sur hasta la Gran Barrera de Arrecifes australiana y Nueva Caledonia. Es especie nativa de Australia, Birmania, Chagos, Cocos, Comoros, islas Cook, Ecuador (Galápagos), Filipinas, Fiyi, Guam, Hawái, India, Indonesia, Japón, Kenia, Kiribati, Madagascar, Malasia, Maldivas, islas Marianas del Norte, islas Marshall, Mauritius, Micronesia, Mozambique, isla Navidad, Niue, Nueva Caledonia, Palaos, Papúa Nueva Guinea, Polinesia Francesa, Reunión, islas Salomón, Samoa, Seychelles, Sudáfrica, Sudán, Taiwán, Tanzania, Tonga, y Vietnam.

## Alimentación
Es omnívoro, aunque se alimenta principalmente de algas bénticas y macroalgas, de los géneros Cladophora, Dictyota, Jania, Laurencia, Padina y Turbinaria. También de pequeños invertebrados planctónicos.

## Reproducción
El dimorfismo sexual más evidente en los adultos, después de los filamentos caudales de los machos, consiste en las mayores cuchillas defensivas de los mismos. Son dioicos, de fertilización externa y desovadores pelágicos, en parejas. No cuidan a sus crías.

## Galería

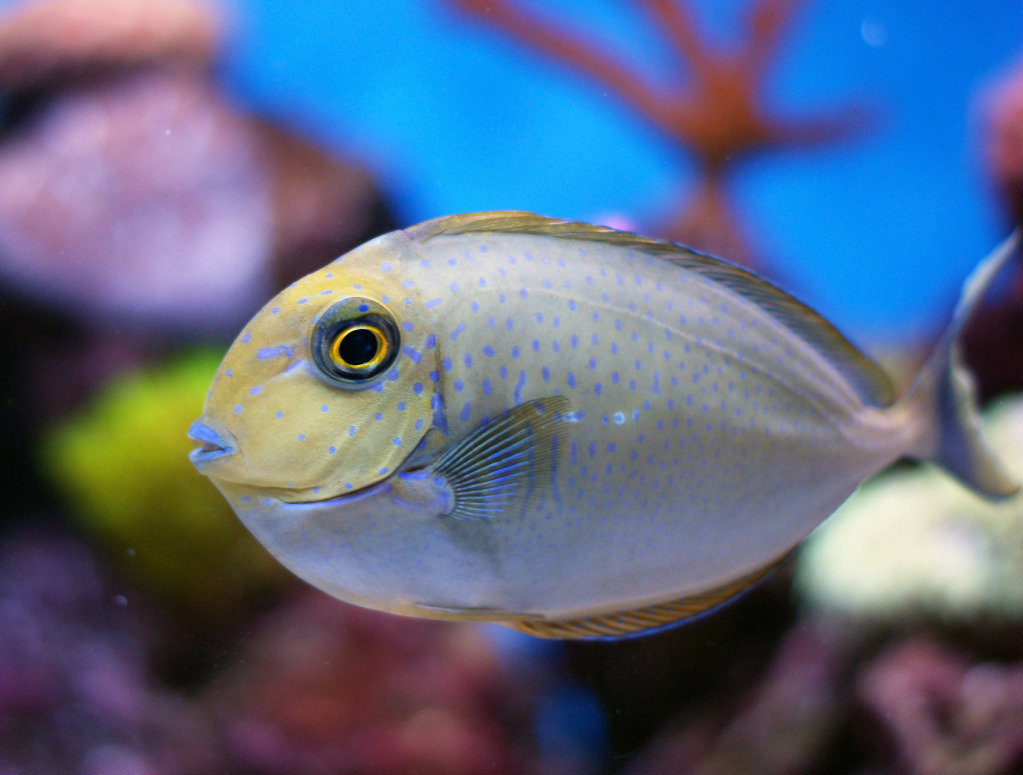
Ejemplar juvenil
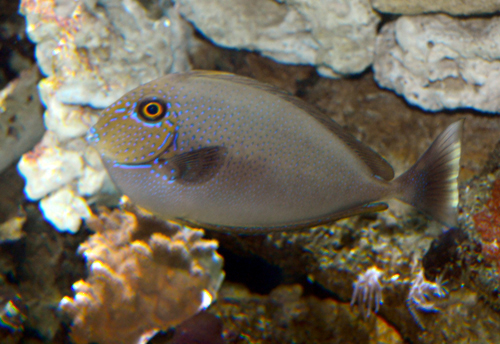
Ejemplar juvenil
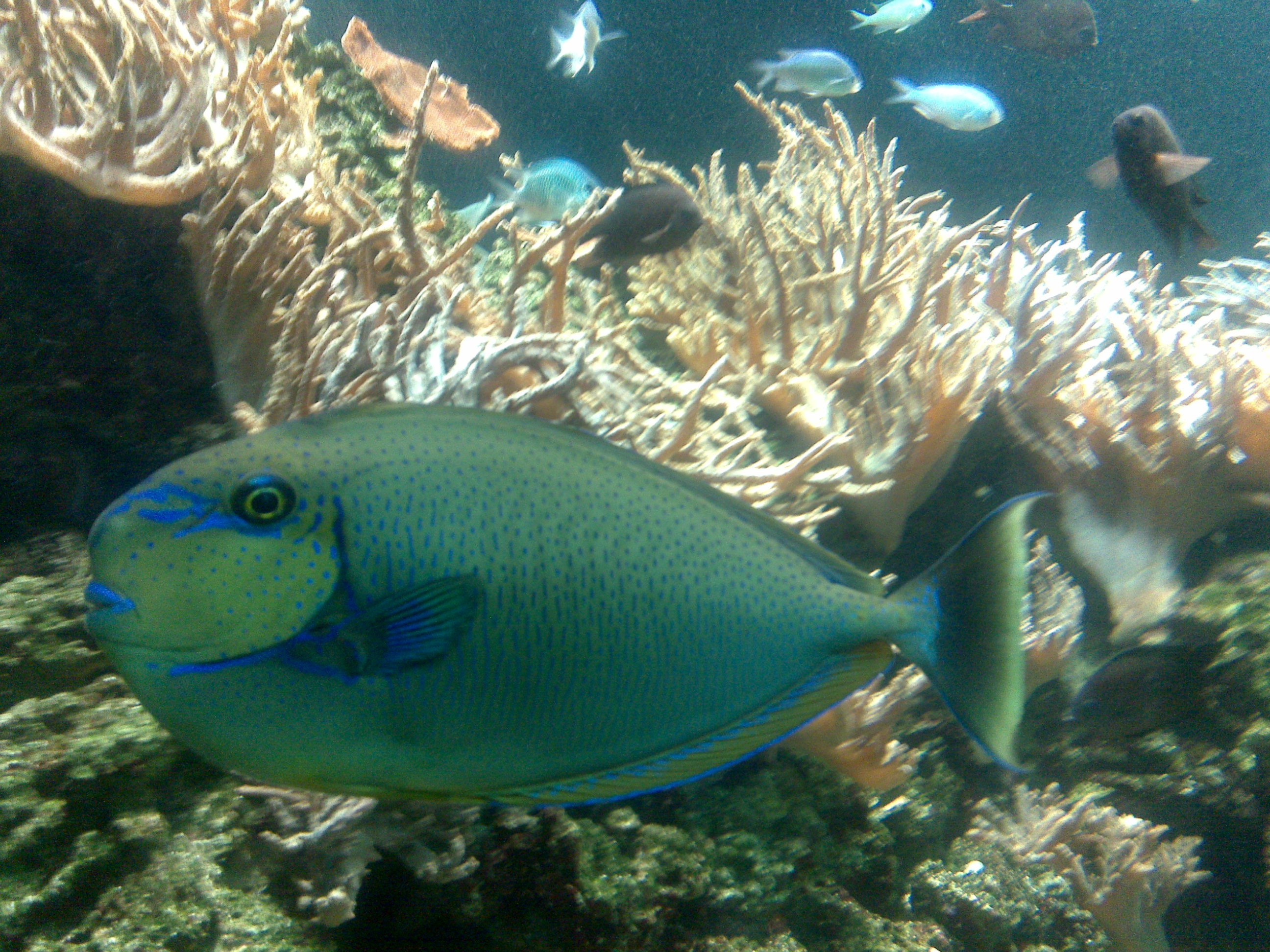
En el Zoo de Londres
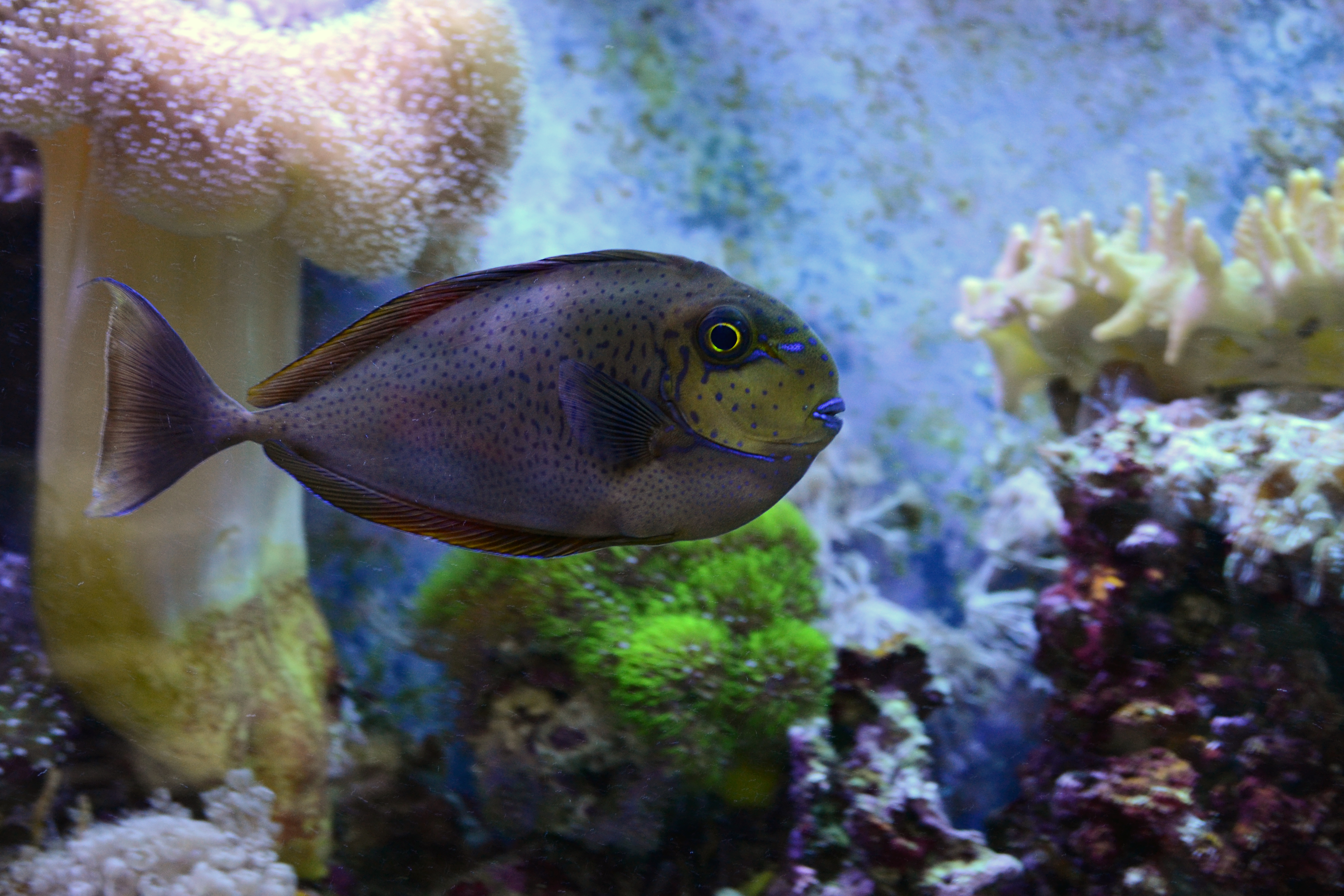
En acuario
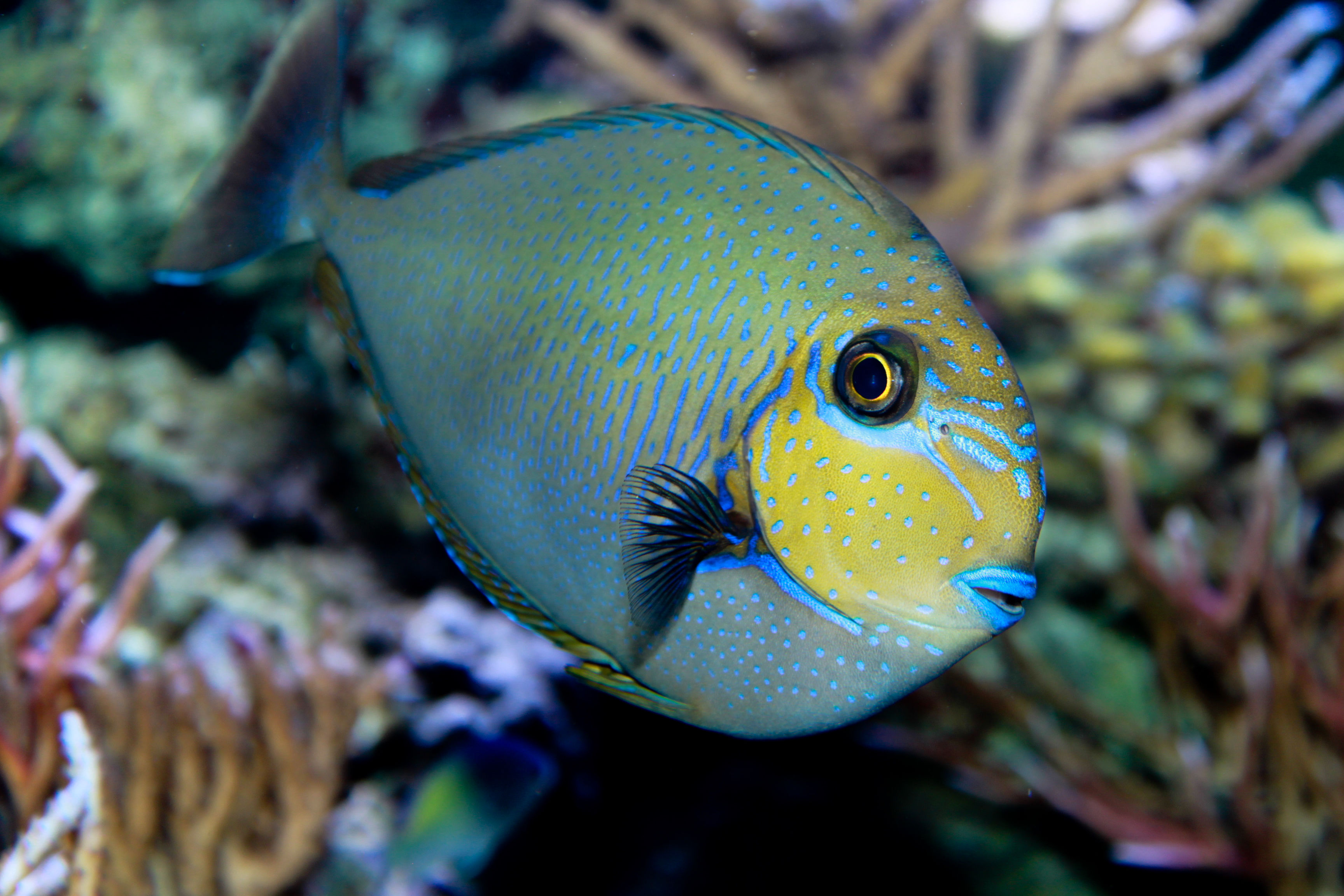
Primer plano de la cabeza
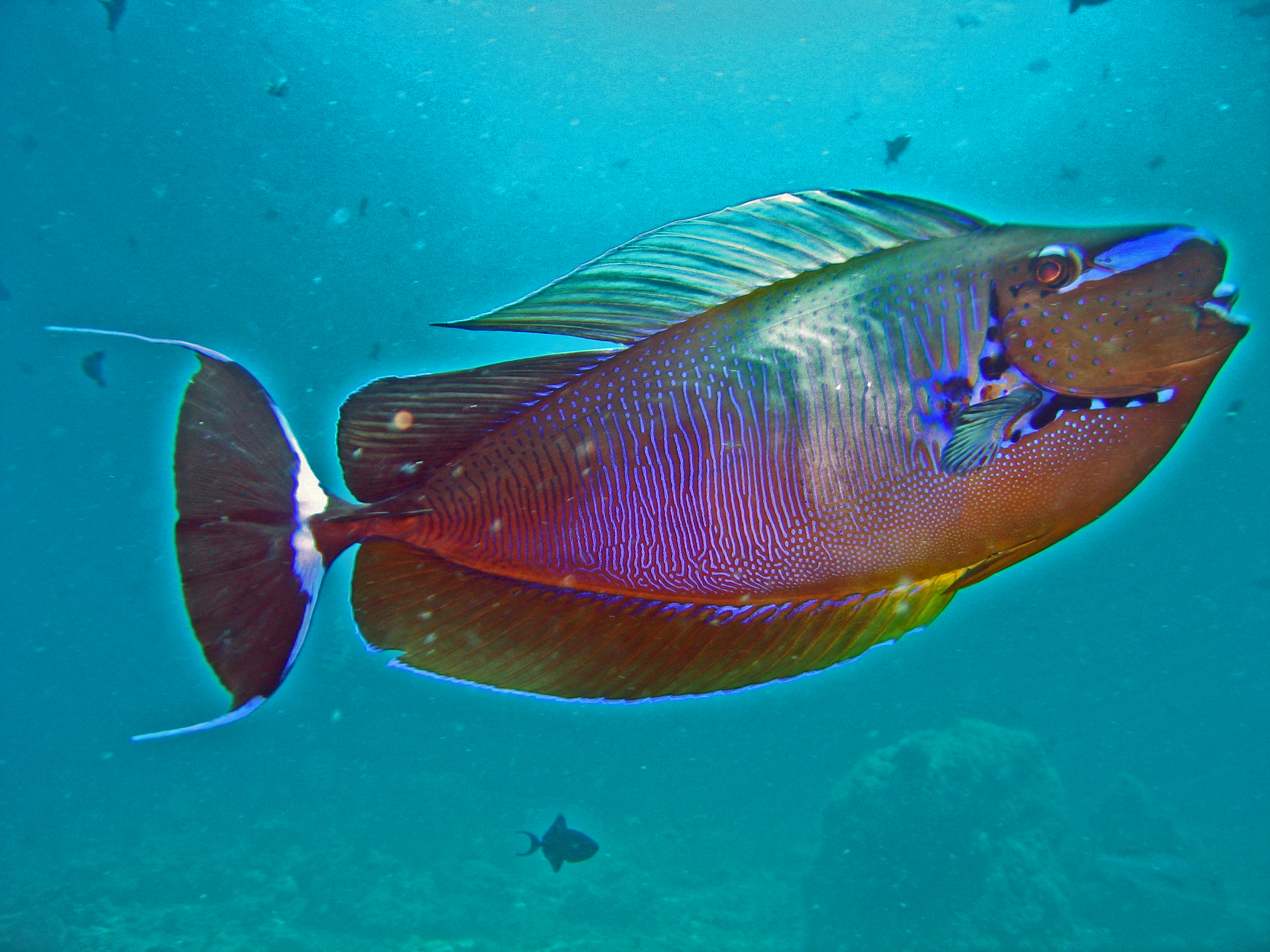
Macho adulto en Maldivas